# -grün
Das Suffix -grün als Bestandteil von Orts- oder Flurnamen deutet auf eine Ortsgründung im oder am Wald bzw. auf Grünflächen hin. Die Siedlungen entstanden in der späten Rodungszeit des 12. bis 14. Jahrhunderts.
Grün wird auch alleine stehend als Ortsname verwendet. Siehe dazu: Grün
Besonders häufig wird die Endung im Vogtland und in angrenzenden Gebieten verwendet. Vereinzelt sind Orte auch in Polen und dem Elsass zu finden.

## Liste von Orten, die auf -grün enden
† = Wüstung (großteils nach dem Zweiten Weltkrieg, teilweise im Tagebau abgetragen)
1. Adolfsgrün
2. Altengrün
3. Altmannsgrün (Tirpersdorf)
4. Altmannsgrün (Treuen)
5. Amonsgrün
6. Arletzgrün
7. Arnitzgrün (auch Arnetzgrün)
8. Arnoldsgrün
9. Arnsgrün (Adorf)
10. Arnsgrün (Zeulenroda-Triebes)
11. Autengrün
12. Artesgrün
13. Bad Reiboldsgrün
14. Baiergrün
15. Bergesgrün (bis 1911 Bettelgrün)
16. Bermsgrün
17. Bernsgrün
18. Bernitzgrün
19. Bischofsgrün
20. Bobengrün
21. Borschengrün
22. Brennersgrün
23. Burkhardtsgrün (Bösenbrunn)
24. Burkhardtsgrün (Zschorlau)
25. Carlsgrün
26. Carolagrün
27. Christgrün
28. Christusgrün
29. Cossengrün
30. † Dechengrün
31. Doglasgrün
32. Dresselsgrün
33. † Dürrengrün
34. Dungersgrün
35. Ebersgrün
36. Edersgrün
37. Egglasgrün
38. Endersgrün
39. Enkengrün
40. Erbengrün
41. Ermesgrün
42. Ernestgrün
43. Fassattengrün
44. Fischergrün
45. Frauengrün
46. Friedrichsgrün (Reinsdorf)
47. Friedrichsgrün (Muldenhammer)
48. Friedrichsgrün (Schubin)
49. Froschgrün (Naila)
50. Froschgrün (Mitwitz)
51. Fröbersgrün
52. Gansgrün
53. Georgengrün (Auerbach/Vogtl.)
54. Georgengrün (Rodewisch)
55. Geroldsgrün
56. Gesmesgrün
57. Gettengrün
58. Giegengrün
59. Gopplasgrün
60. Gospersgrün (Fraureuth)
61. Gospersgrün (Treuen)
62. Gottesgrün
63. Gottsmannsgrün (Berg)
64. † Gottmannsgrün (Roßbach)
65. Grafengrün
66. Grasengrün
67. Groschlattengrün
68. Gunglgrün
69. Göpfersgrün
70. Göttengrün
71. Götzmannsgrün
72. Hadermannsgrün
73. Hagengrün
74. Hahnengrün
75. Haidengrün
76. Halmgrün
77. Hannersgrün
78. Hartmannsgrün (Doupovské Hradiště)
79. Hartmannsgrün (Oelsnitz)
80. Hartmannsgrün (Treuen)
81. Hauptmannsgrün
82. Heinersgrün
83. Heinrichsgrün
84. Heinrichsgrün (Gera)
85. Heinzlgrün
86. Helmsgrün (Bad Lobenstein)
87. Helmsgrün (Pöhl)
88. Herlagrün
89. Herlasgrün
90. Hermannsgrün
91. Hildbrandsgrün
92. Herrmannsgrün
93. Hohengrün (Auerbach/Vogtl.)
94. Hohengrün (Elsterberg)
95. Honnersgrün
96. Hornsgrün
97. Hundsgrün
98. Hüttelsgrün
99. † Hüttmesgrün
100. Irfersgrün
101. Isabellengrün
102. Jägersgrün
103. Jahnsgrün (Bergen)
104. Jahnsgrün (Hartmannsdorf)
105. Kammersgrün
106. Katzengrün
107. Kleingrün
108. Konradsgrün
109. Kottengrün
110. Kühlgrün
111. Langgrün (Gefell)
112. Langgrün (Lichtenstadt)
113. Langgrün (Buchau)
114. Lauschgrün
115. Leupoldsgrün
116. Liebengrün
117. Lippertsgrün
118. Littengrün
119. Lottengrün
120. Maiersgrün
121. Markertsgrün
122. Marklesgrün
123. Markusgrün (Unter Sandau)
124. Markusgrün (Weischlitz)
125. Marletzgrün
126. Martinsgrün (1936–1945)
127. Marxgrün
128. Mechelgrün
129. Merkelsgrün
130. Mönchgrün
131. Mühlgrün (Auerbach)
132. Mühlgrün (Neukirchen)
133. Müllersgrün
134. Nallesgrün
135. Neubodengrün
136. Neuengrün (Wallenfels)
137. † Neuengrün Haslau
138. Nonnengrün
139. Nothaftsgrün (früherer Name)
140. Ober Neugrün
141. Ottengrün (Bad Neualbenreuth)
142. Ottengrün (Bösenbrunn)
143. † Ottengrün (Haslau)
144. Ottengrün (Helmbrechts)
145. Pechgrün
146. Pechtelsgrün (Lengenfeld)
147. † Pechtelsgrün (Schöneck)
148. Permesgrün
149. Pfaffengrün (Oberkotzau)
150. Pfaffengrün (Tepl Stadt)
151. Pfaffengrün (Treuen)
152. Pillmannsgrün
153. Poppengrün (Neustadt/Vogtl.)
154. Poppengrün (Schwarzenbach am Wald)
155. Rabensgrün
156. Rappoltengrün
157. Raumetengrün
158. Rebesgrün
159. † Reiboldsgrün
160. Reimersgrün
161. Reißengrün
162. Rempesgrün
163. Remtengrün
164. Reumtengrün
165. Rittersgrün (Breitenbrunn)
166. Rittersgrün (Gießhübl Sauerbrunn)
167. Robesgrün
168. Rodesgrün
169. Rolessengrün
170. Ruditzgrün
171. Ruppertsgrün (Fraureuth)
172. Ruppertsgrün (Pöhl)
173. Ruppertsgrün (Weißenstadt)
174. Rützengrün
175. Römersgrün
176. Sachsgrün
177. Schneckengrün (Naila)
178. Schneckengrün (Rosenbach)
179. Schneidersgrün
180. Schreiersgrün
181. Silbersgrün
182. Sinatengrün
183. Sittmesgrün
184. Spittengrün
185. Stangengrün
186. Steingrün (Berg)
187. Steingrün (Haslau)
188. Steingrün (Gutach)
189. Steingrün (Kupferberg)
190. Stelzengrün
191. Stemmasgrün
192. Stützengrün
193. Tiefengrün (Berg)
194. † Tiefengrün
195. Tüppelsgrün
196. Ullersgrün
197. Ulrichsgrün
198. Ulrichsgrün (Waldmünchen)
199. Unterhermsgrün
200. Untermarxgrün
201. Unter Neugrün
202. Unterreumtengrün
203. Untertiefengrün
204. Uschertsgrün
205. Vogelgrün
206. Vogelsgrün
207. Voigtsgrün (Hirschfeld)
208. Voigtsgrün (Neuensalz)
209. Voigtsgrün (Neudek)
210. Volkmannsgrün
211. Waitzengrün
212. Wallengrün
213. Wallisgrün
214. Waltersgrün (Graslitz)
215. Waltersgrün (Neugramatin)
216. Weidesgrün
217. Weidmesgrün
218. Weißgrün
219. Wernesgrün
220. Wernitzgrün
221. Wetzelsgrün
222. Willitzgrün
223. Windischengrün
224. Wintersgrün
225. Wolfersgrün (Kirchberg)
226. Wolfersgrün (Wallenfels)
227. Wolfsgrün
228. Wundingrün
229. Zollgrün

## Belege
1. ↑  vdiv: Interaktiven Einblick in 2000 Jahre Siedlungsgeschichte erleben - ingenieur.de. 17. Juli 2014, abgerufen am 17. Februar 2023 (deutsch).